# Mörk svämmygga
Mörk svämmygga, Aedes nigrinus är en tvåvingeart som först beskrevs av Karl Eckstein 1918.  Aedes nigrinus ingår i släktet Aedes och familjen stickmyggor. Inga underarter finns listade i Catalogue of Life.